# Dove Cameron
Dove Cameron, nascuda com a Chloe Celeste Hosterman (Seattle, Washington, 15 de gener de 1996) és una actriu i cantant estatunidenca, coneguda per interpretar un paper dual com els personatges homònims a la comèdia de situació de Disney Channel Liv and Maddie (2013-2017) i interpretar Mal, la filla de Malèfica, a les pel·lícules originals de Disney Channel Descendants, la seqüela Descendants 2 (2017), i el tercer lliurament Descendants 3 (2019). També va protagonitzar a la pel·lícula original de Disney Channel Cloud 9 com a Kayla Morgan, i va actuar a les pel·lícules Barely Lethal com a Liz Larson, R.L. Stine's Monsterville: Cabinet of Souls com a Beth, i Hairspray Live! com a Amber Von Tussle.
Posteriorment, va tenir un paper recurrent com a Ruby en la sèrie de televisió de ABC Agents of S.H.I.E.L.D. (2018). Està configurada com a veu Spider-Woman en la pel·lícula de superherois animat de Marvel Marvel Rising: Secret Warriors (2018).